# Dale Mitchell
Dale William Mitchell (ur. 21 kwietnia 1958 w Vancouver) – kanadyjski piłkarz i trener piłkarski. Podczas kariery zawodniczej grał na pozycji napastnika.
Swoją zawodową karierę Mitchell rozpoczął w 1977 roku w klubie Vancouver Whitecaps, dla którego w trakcie jednego sezonu rozegrał pięć spotkań. Następnie przeszedł do Portland Timbers w którym bardzo szybko stał się zawodnikiem pierwszego składu. Zagrał tam 101 razy i zdobył 35 bramek. W 1983 roku został piłkarzem drużyny Montreal Manic, gdzie rozegrał 32 mecze i zdobył 9 goli. Potem został zawodnikiem Tacoma Stars, gdzie w latach 1984–1985 zdobył aż 92 bramki w 96 meczach. Następnie przeszedł do Kansas City Comets. Przez rok zagrał tam 99 razy i na swoim koncie w barwach tej drużyny miał także 99 bramek. W 1990 roku Mitchell grał dla Vancouver 86ers, w 1991 dla Toronto Blizzard, a potem na 2 lata wrócił do klubu z Vancouver i w 1994 roku zakończył tam karierę.
Dale Mitchell był również zawodnikiem reprezentacji Kanady, dla której w 55 występach strzelił 19 goli. Jest to jedna z największych liczba zdobytych bramek przez jednego gracza dla reprezentacji Kanady w historii.
Sześć lat po zakończeniu kariery, w 2000 został trenerem Vancouver Whitecaps. W latach 2002–2007 Mitchell trenował reprezentację Kanady do lat 20. Po zakończeniu pracy z młodzieżową reprezentacją został trenerem pierwszej reprezentacji Kanady. Prowadzi ją do dziś.